# دژ خاکی چونگام ری
قلعه خاکی چونگام ری، استحکاماتی است که گمان می‌رود به دوره گوچوسون مربوط باشد. این قلعه که در نزدیکی پیونگ یانگ، کره شمالی واقع شده، شبیه به دیگر استحکامات گلی آن دوره است. از لایه‌های متناوب خاک، سنگ و شن ساخته شده بود. این یکی از گنجینه‌های ملی کره شمالی است. این دیوار هلالی شکل است و حدود ۳۴۵۰ متر طول دارد.
یک تاج جواهرنشان و طلاکاری شده حل شده در جیوه، مربوط به دوره سه پادشاهی و گوگوریو، در این محل پیدا شد.